# La Cucaracha (film 1934)
La Cucaracha è un cortometraggio del 1934 diretto da Lloyd Corrigan, vincitore del premio Oscar per il miglior cortometraggio.

## Trama
In un Café, rinomato per il buon cibo e per la bravura di un suo ballerino che si esibisce nel locale, arriva Martinez, il proprietario di un famoso teatro. Vuole vedere di persona il danzatore: se è bravo come tutti affermano, gli farà firmare un contratto e lo farà debuttare sul palcoscenico. Ma la cantante del Café decide che il suo compagno potrà essere ingaggiato da Martinez solo se sarà assunta pure lei.

## Produzione
Il film fu prodotto dalla Pioneer Pictures Corporation con un budget stimato di 50.000 dollari, più del triplo di un film in bianco e nero di pari durata. Venne girato tutto a colori, usando un nuovo sistema di technicolor.
La Pioneer Pictures era una compagnia cinematografica creata da Herbert Kalmus e dal finanziere Jock Whitney. La Cucaracha è spesso accreditato, anche se impropriamente, come il primo film d'azione girato in Technicolor Process 4.

## Distribuzione
Il film uscì nelle sale cinematografiche USA il 31 agosto 1934 distribuito dalla RKO, ottenendo un grande successo di pubblico. In Portogallo, uscì il 20 novembre 1935. In Italia venne distribuito dalla Lux nel 1937.

## Riconoscimenti
- 1935 - Premio Oscar
  - Miglior cortometraggio commedia